# Ана-Марија Сјеклуцка
Ана-Марија Сјеклуцка (пољ. Anna-Maria Sieklucka; Лублин, 31. мај 1992) пољска је глумица. Позната је по улози Лауре Бјел у еротско-драмском филму 365 дана (2020), као и његовим наставцима, 365 дана: Овај дан (2022) и Још 365 дана (2022).

## Детињство, младост и образовање
Рођена је у Лублину, највећем граду у источној Пољској. Њен отац Јежи Антони Сјеклуцки је адвокат. Дипломирала је 2018. године. Течно говори пољски, енглески, француски и немачки језик.

## Каријера
На филму је дебитовала глумећи Лауру Бјел, уз главну мушку улогу коју је глумио Микеле Мороне, у еротско-драмском филму 365 дана (2020). Снимање је описала као изазов и у почетку је оклевала да прихвати улогу након што је прочитала сценарио. Филм је добио веома негативне критике, али је био популаран у многим земљама широм света, а према часопису Newsweek најгледанији је филм за Netflix у 2020. години.

## Филмографија
| Година | Српски наслов      | Изворни наслов | Улога               | Напомене |
| ------ | ------------------ | -------------- | ------------------- | -------- |
| 2020.  | 365 дана           |                | Лаура Бјел          |          |
| 2022.  | 365 дана: Овај дан |                | Лаура Бјел Торичели |          |
| 2022.  | Још 365 дана       |                | Лаура Бјел Торичели |          |